# Estadio Riccardo Silva
El Estadio Riccardo Silva es el  estadio del equipo de fútbol FIU Golden Panthers, y está localizado en Miami. Se abrió en 1995, en sustitución de Tamiami Field.
El estadio sufrió una ampliación a partir de marzo de 2007 y finalizó en septiembre de 2008, con lo que la capacidad del estadio se ha ampliado a 20 000 espectadores. Otra fase de la construcción incluirá un complejo de apoyo a los estudiantes y que ampliará la capacidad del estadio  a unos 45 000 para la temporada de fútbol 2011.

## Ampliación
Fase uno: septiembre de 2008 (completo)
- Capacidad de plazas a 20 000
- 1400 asientos club
- 6500 pies cuadrados Estadio Club
- Alta concurso
- Nueva zona de prensa
- Nueva iluminación
- Nuevas oficinas de los entrenadores

Fase dos: otoño 2008 (en construcción)
- 4 Fieldhouse con vistas al estadio

Fase tres: 2009-2010
- Aumento y la expansión del lado norte del estadio de la sección estudiantil
- Además de una plaza de 100 000 pies Complejo de Servicios Estudiantiles (2010 temporada de fútbol).Incluye las oficinas de Admisiones, Bursars, vivienda, ayuda financiera, así como salas de estudio y auditorios de conferencias.

## Futuro
Está incluido en el proyecto del FC Barcelona de tener un equipo en la MLS como el estadio del futuro equipo.